# Franz Haslberger
Franz Haslberger (ur. 3 grudnia 1914 w Reit im Winkl, zm. 19 września 1939 w Lubieniu Wielkim) – niemiecki skoczek narciarski, uczestnik Zimowych Igrzysk Olimpijskich 1936 w Garmisch-Partenkirchen.

## Igrzyska olimpijskie
Franz Haslberger uczestniczył w Zimowych Igrzyskach Olimpijskich 1936 w Garmisch-Partenkirchen. Na tych igrzyskach wystąpił w zawodach na skoczni normalnej K-80. Zawody ukończył na 17. miejscu wśród 48 zawodników biorących udział w konkursie. Zawody zostały zdominowane przez Norwegów, którzy zajęli trzy miejsca w pierwszej piątce zawodów.
Były to jego jedyne igrzyska w karierze. Poległ podczas kampanii wrześniowej.